# Tocco da Casauria
Tocco da Casauria – miejscowość i gmina we Włoszech, w regionie Abruzja, w prowincji Pescara.
Według danych na rok 2004 gminę zamieszkiwało 2759 osób, 95,1 os./km².